# También los ángeles comen judías
También los ángeles comen judías (título original: Anche gli angeli mangiano fagioli) es una comedia cinematográfica de 1973 dirigida por Enzo Barboni y protagonizada por Giuliano Gemma, Bud Spencer y Robert Middleton.

## Argumento
Es la época de la Gran Depresión en los Estados Unidos. Durante esos años, millones de personas pasan hambre a causa de ella. Entre estos se encuentran Sonny y Charlie. Sonny es un alegre vagabundo, soñador y fantasioso, convencido de que lo mejor para salir de apuros es ingresar en una próspera pandilla de gánsteres. Charlie en cambio es un luchador sin trabajo por haber rehusado perder un combate.
El destino hace que estos dos fracasados traben amistad y logren ingresar en la banda de Angelo. Como tales empiezan su trabajo como supervisores de un club nocturno de Angelo. Sin embargo, después de un altercado en el club, Angelo decide que son demasiado duros para este trabajo y los manda al miserable barrio llamado Pequeña Italia para recaudar para él  el impuesto de protección. Charlie y Sonny llegan al barrio dispuestos a despedazar a los malos pagadores sin importar quien sea, pero enseguida se conmueven ante la miseria de los pobres comerciantes que hay allí.

## Reparto
| Actor             | Personaje                          |
| ----------------- | ---------------------------------- |
| Giuliano Gemma    | Sonny                              |
| Bud Spencer       | Charlie Smith                      |
| Robert Middleton  | Angelo                             |
| Bill Vanders      | Inspector Mackintosh               |
| Riccardo Pizzuti  | Cobra                              |
| Lara Sender       | Hija de Gerace                     |
| Steffen Zacharias | Gerace                             |
| Francy Fair       | Portavoz del Ejército de Salvación |
| Claudio Ruffini   | Árbitro de wrestling Jim Baxter    |
| Jorge Rigaud      | Senador O'Riordan                  |

## Producción
Al principio se quiso hacer la película con Terence Hill. Incluso se había hecho los primeros preparativos en esa dirección. Sin embargo Hill estaba en ese momento ocupado con otra película llamada Mi nombre es Ninguno (1973), por lo que al final se decidió sustituirlo por el actor Giuliano Gemma.
Los rodajes exteriores se hicieron en Nueva York y los rodajes interiores se hicieron en los estudios De Paoli en Roma. Una vez terminada, se estrenó el 22 de marzo de 1973.

## Recepción
La película fue un gran éxito. Por ello se hizo una secuela aunque en esa no participó Bud Spencer.
Adicionalmente, hoy en día la película ha sido valorada en portales cinematográficos. En IMDb, por ejemplo, con aproximadamente 3500 votos registrados, el largometraje obtiene una media ponderada de 6,2 sobre 10. En cuanto a Rotten Tomatoes, los más de 50 votos registrados allí le dieron una valoración media de 3,1 de 5. También cabe destacar, que en La Vanguardia el 64 % de los usuarios registrados en ese periódico le dan una valoración positiva a la película.